# Смяна на променливата
Смяната на променливата, наричана също полагане, е основна математическа техника, използвана за опростяването на задачи чрез замяната на първоначална променлива с функция на друга променлива. Целта е по този начин задачата за стане по-проста или аналогична на друга по-разбираема задача.

## Пример
Много прост пример за използване на смяна на променливата е задачата за намиране на корените на следния полином от шеста степен:
{\displaystyle x^{6}-9x^{3}+8=0.}
Полиномните уравнения от шеста степен нямат общо решение, но този частен случай може да се запише и като:
{\displaystyle (x^{3})^{2}-9(x^{3})+8=0}
Така уравнението може да се опрости чрез дефинирането на нова променлива {\displaystyle u=x^{3}}. Смяната на x с {\displaystyle {\sqrt[{3}]{u}}} в полинома дава:
{\displaystyle u^{2}-9u+8=0,}
което е просто квадратно уравнение с две решения:
{\displaystyle u=1\quad {\text{и}}\quad u=8.}
Решенията, изразени чрез първоначалната променлива, се получават с обратната замяна на u с x3, която дава:
{\displaystyle x^{3}=1\quad {\text{и}}\quad x^{3}=8.}
Така реалните корени на първоначалното уравнение са:
{\displaystyle x=(1)^{1/3}=1\quad {\text{и}}\quad x=(8)^{1/3}=2.}